# Fullt hus (film)
Fullt hus (engelska: Cheaper by the Dozen) är en amerikansk långfilm från 2003 i regi av Shawn Levy, med Steve Martin, Bonnie Hunt, Piper Perabo och Tom Welling i rollerna. Uppföljaren Fullt hus igen släpptes 2005. Filmen är en nyinspelning av Dussinet fullt från 1950. Fullt hus släpptes på DVD 4 augusti 2004 i Sverige.

## Handling
Familjen Baker består av 12 barn och deras föräldrar Tom och Kate. Efter tjugotvå år har de lärt sig att handskas med sina mer eller mindre ohyfsade ungar och när pappa Tom får ett erbjudande att ta sitt drömjobb, träna Amerikas största ungdomslag i amerikansk fotboll, så måste hela familjen flytta med till en större främmande stad. När även Kate får ett erbjudande att åka ut på bokturné med sin bok måste Tom uppbåda all kraft att både ta hand om familjen och sitt lag.

## Rollista
| Roll           | Skådespelare            | Svensk röst         |
| -------------- | ----------------------- | ------------------- |
| Tom Baker      | Steve Martin            | Jonas Bergström     |
| Kate Baker     | Bonnie Hunt             | Annica Smedius      |
| Nora Baker     | Piper Perabo            | Anna Nordell        |
| Charlie Baker  | Tom Welling             | Christopher Wollter |
| Lorraine Baker | Hilary Duff             | Elina Raeder        |
| Henry Baker    | Kevin Schmidt           | Jesper Adefelt      |
| Sarah Baker    | Alyson Stoner           | Jasmine Heikura     |
| Jake Baker     | Jacob Smith             | Emil Smedius        |
| Mark Baker     | Forrest Landis          | Alexander Mazouz    |
| Jessica Baker  | Liliana Mumy            | Disa Dyall          |
| Kim Baker      | Morgan York             | Alba August         |
| Mike Baker     | Blake Woodruff          | Jacob Bergström     |
| Nigel Baker    | Brent Kinsman           | Dennis Granberg     |
| Kyle Baker     | Shane Kinsman           | Dennis Granberg     |
| Shake          | Richard Jenkins         | Lars Dejert         |
| Hank           | Ashton Kutcher          | Fredrik Lycke       |
| Tina Shenk     | Paula Marshall          | Jennie Jahns        |
| Billy Shenk    | Alan Ruck               | Ole Ornered         |
| Dylan Shenk    | Steven Anthony Lawrence | Mikael Enerdal      |
| Linda          |                         | Vivian Cardinal     |

- Svensk röstregi — Sharon Dyall
- Svensk producent — Magnus Veigas[1]